# Kościół św. Anny w Domanicach
Kościół Świętej Anny w Domanicach – rzymskokatolicki kościół filialny należący do parafii św. Stanisława w Bukowie.
Świątynia gotycko-barokowa. Wzmiankowana w 1348 r. Obecny kościół z II poł. XV w., przebudowany po pożarze w 1664 r., restaurowany w 1894 i 1961 r. Orientowany, murowany, jednonawowy z wieżą od północy i kwadratowym prezbiterium nakrytym sklepieniem krzyżowym. Późnorenesansowe wyposażenie wnętrza m.in. ołtarz główny, ołtarze boczne, ambona i chrzcielnica, pochodzi z I poł. XVII w. łącznie z dzwonem na wieży z 1653 r. W kaplicy grobowej renesansowa polichromia i kilka płyt nagrobnych.